# 扬·瓦涅克
扬·瓦涅克（捷克語：Jan Vaněk，1979年1月25日—），捷克男子田径运动员。他曾代表捷克参加2008年、2012年和2016年夏季残疾人奥林匹克运动会田径比赛，其中2008年夏季残奥会获得一枚铜牌。